# Piła Kościelecka (przystanek kolejowy)
Piła Kościelecka – nieczynny przystanek kolejowy w Pile Kościeleckiej, w województwie małopolskim, w Polsce. Znajduje się tu 1 peron.